# Metachroma luridum
Metachroma luridum es una especie de escarabajo de la hoja perteneciente al género Metachroma, categorizada en la tribu Typophorini, de la subfamilia Eumolpinae. Fue descrita por Guillaume-Antoine Olivier en 1808.

## Descripción
Mide 3,5-4,0 mm de longitud.

## Distribución
Se distribuye por América del Norte: en los Estados Unidos (en los estados de Nueva Jersey, Florida y Texas) y México.